# برايان غيرا
برايان غيرا (بالإسبانية: Brian Guerra)‏ هو لاعب كرة قدم أرجنتيني في مركز الوسط، ولد في 8 فبراير 1996 في General Alvear Partido ‏ في الأرجنتين. لعب مع نادي أتليتكو للبنين ‏.

## وصلات خارجية
- برايان غيرا على موقع قاعدة بيانات كرة القدم.إي يو (الإنجليزية)
- برايان غيرا على موقع Soccerway.com (الإنجليزية)